# Dichelostemma
Dichelostemma é um género botânico pertencente à família Themidaceae.